# Slovenien under Napoleons tid

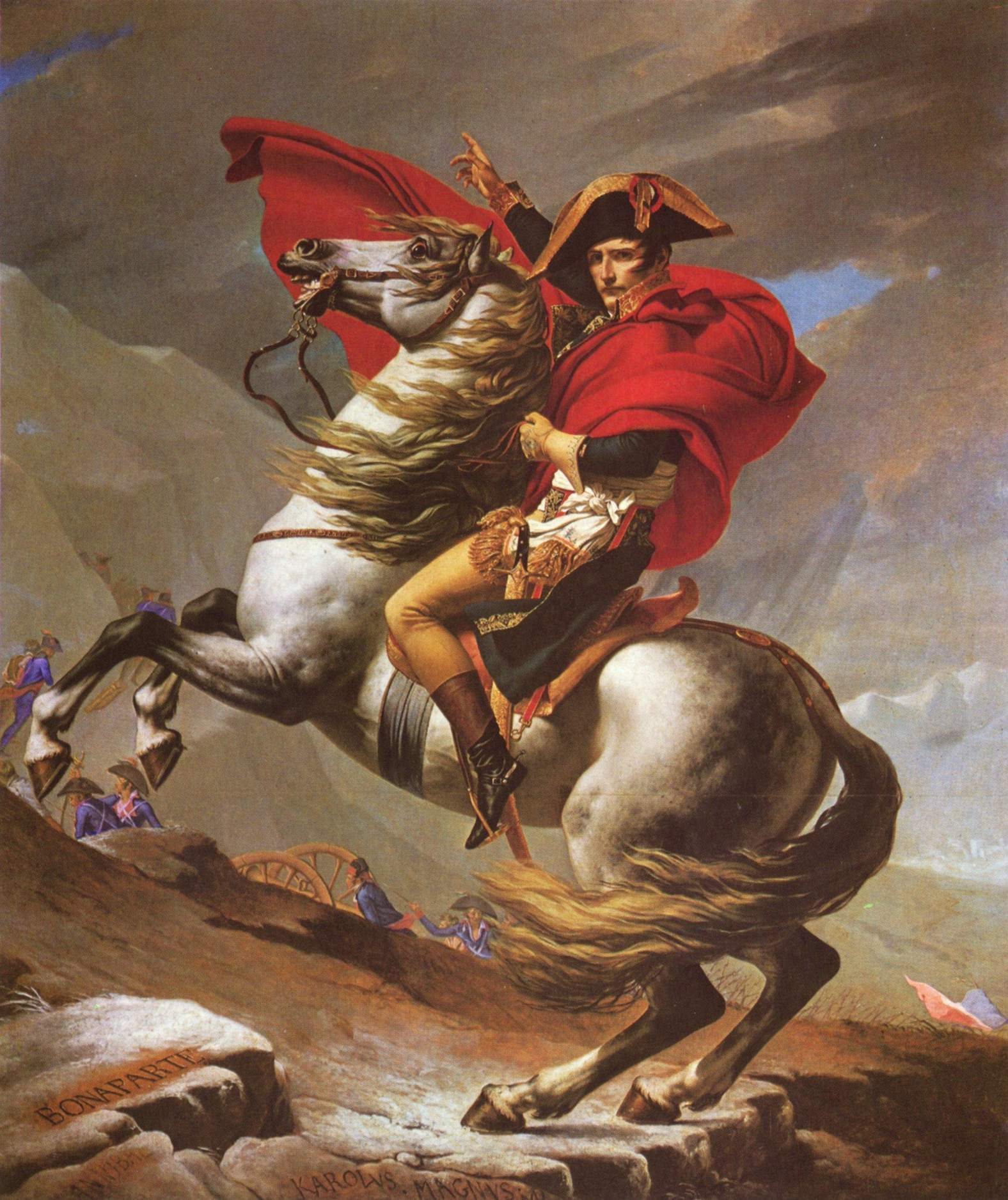
Napoleon Bonaparte

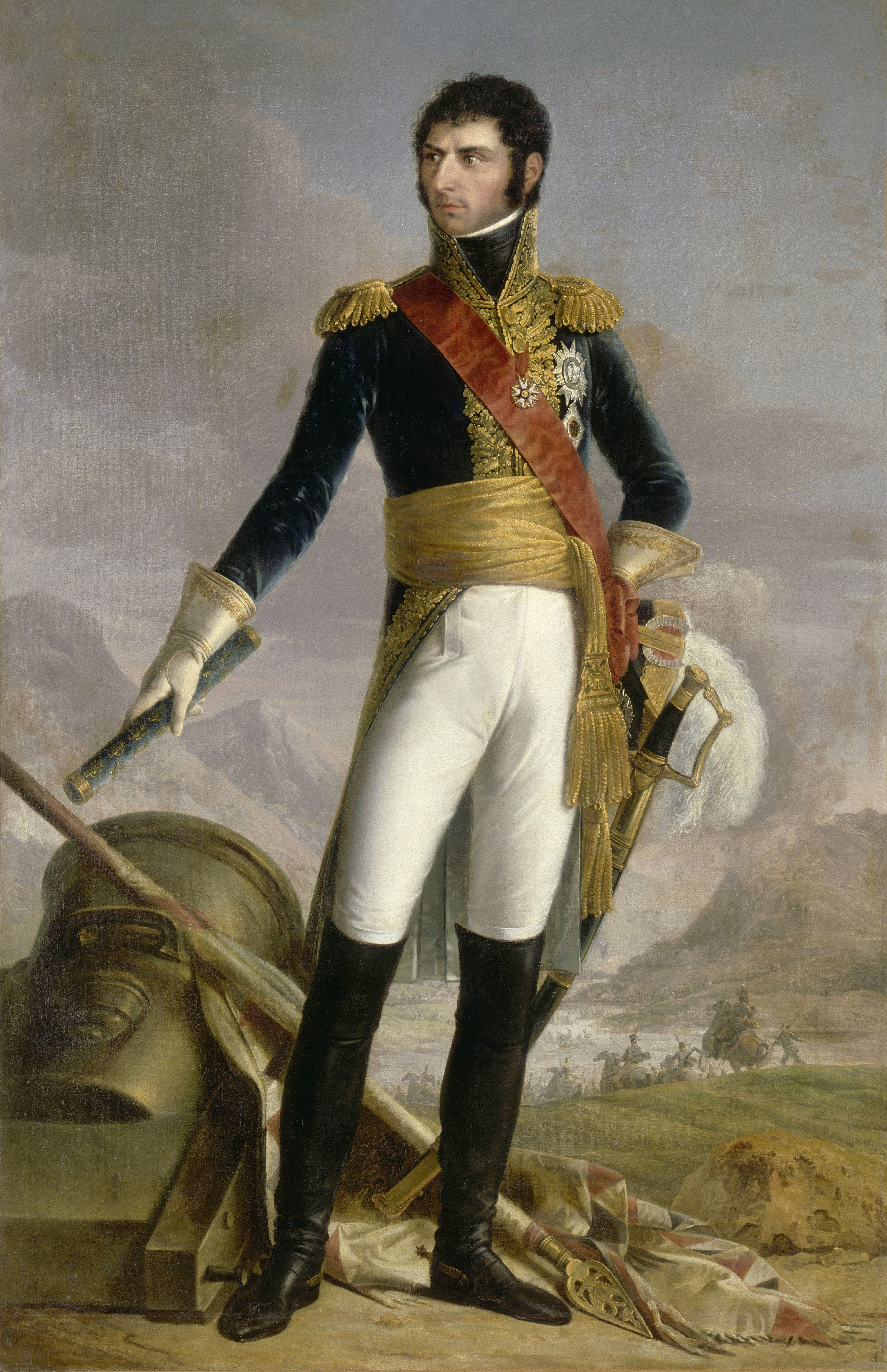
Jean Baptiste Bernadotte

Tre gånger ockuperades de slovenska områdena av Napoleon I:s arméer. Första gången var mars till maj 1797. Härförare var då general Bernadotte. I maj 1797 gjorde Napoleon ett uppehåll i Ljubljana. Efter freden i Campo Formio tillföll alla de tidigare venetianska besittningarna öster om floden Adige Österrike. Det betydde att alla områden där slovener bodde nu för första gången kom under samma härskare, det vill säga de venetianska delarna av Istrien, Dalmatien och Slovenien.
I det så kallade tredje koalitionskriget anslöt sig Österrike till engelsk-ryska förbundet mot Frankrike. Fransmännen tog hela det slovenska territoriet i besittning och efter fredsfördraget i Bratislava 1805 tillföll de tidigare venetianska delarna det italienska kungariket.
1809 kom fransmännen för tredje gången till de slovenska områdena under kriget mot Österrike. Freden i Schönbrunn i oktober 1809 innebar att fransmännen fick hela Gorizia-området, Trieste och Krain samt halva Kärnten.
Adeln flydde, liksom delar av prästerskapet och stadsbefolkningen. Däremot märktes inget motstånd från bönderna. Fransmännen utfärdade proklamationer till det slovenska folket. En proklamation är utfärdad av Napoleon själv. Han skriver att folket inte ska behöva blanda sig i kriget, att de ska ge fransmännen de livsmedel som behövs, samt att han vill värna om folkets tro, seder och egendom och befria dem från alla krigspålagor.
Relationerna mellan de slovenska bönderna försämrades, särskilt under kriget 1809, på grund av de krigsskatter som fransmännen krävde av de ockuperade länderna och bördorna i samband med den franska arméns försörjning. Enstaka uppror förekom, men de upphörde i samband med bildandet av de Illyriska provinserna.
Illyriska provinserna bildades av Napoleon i samband med fredsfördraget i Schönbrunn. De omfattade Krain, västra Kärnten, Kroatien på floden Savas högra strand, de slovenska kustområdena, Istrien, Dalmatien och Boka Kotorska samt republiken Dubrovniks territorium. De omkring 1,5 miljoner invånarna av olika nationaliteter hade illyriskt medborgarskap, men var underordnade de franska ministerierna och högsta domstolen i Paris. De var indelade i sex civila och en militär provins.
Ljubljana var huvudstad för alla provinserna och där fanns generalguvernören, som oftast var militär. En av generalguvernörerna var marskalk Jean Baptiste Bernadotte, som senare blev Sveriges kung. Napoleons makt minskade dock efter nederlaget i Ryssland 1812, och 1813 förklarade Österrike kring mot Frankrike. De Illyriska provinserna besattes av österrikiska trupper och den 13 oktober 1813 övertogs styret av en österrikisk guvernör.
Under de få år som de Illyriska provinserna varade ändrades skattesystemet så att även adeln och prästerna fick betala skatt. Feodalsystemet avskaffades dock inte. Däremot fick slovenerna bättre kontakt med den utvecklade delen av världen. Det slovenska språket fick en starkare ställning i skolorna och i det offentliga livet, vilket medförde att nationalmedvetandet stärktes.